# یاکوب پشبیندوفسکی
یاکوب پِـشِـبیندوفسکی (لهستانی: Jakub Przebindowski؛ زادهٔ ۶ ژوئن ۱۹۷۲) بازیگر، موسیقی‌دان و کارگردان نمایش اهل لهستان است.
از فیلم‌ها یا مجموعه‌های تلویزیونی که وی در آن‌ها نقش داشته‌است، می‌توان به در خوشی و سختی، کارآگاهان جنایی، ع چون عشق، ماگدا ام.، در خیابان سپولنی، حالا یا هرگز!، پدر متیو، دوران افتخار، خانه کشیش، فرصت دوباره، رنگ‌های خوشبختی، آغاز بهار (سریال تلویزیونی)، آغاز بهار (فیلم سینمایی)، کاتین و هفته مقدس اشاره نمود.